# Undulöse Auslöschung

Undulöse Auslöschung bei Quarz in Orthogneis

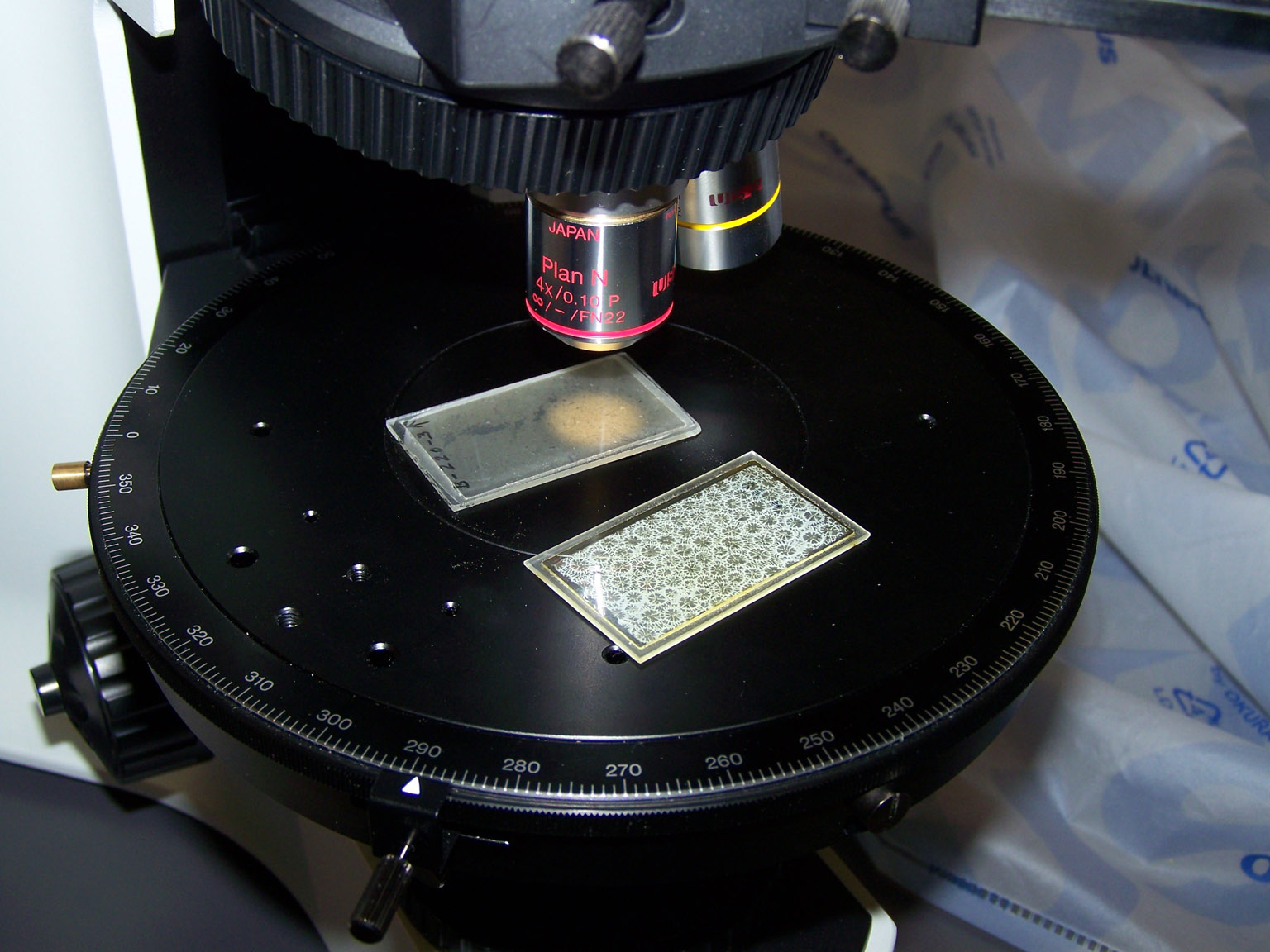
Dünnschliff eines Sandsteins unter Polarisationsmikroskop mit drehbarem Objekttisch

Undulöse Auslöschung (undulös: wellenförmig) ist eine mineralogische Bezeichnung für die nur teilweise Auslöschung eines bestimmten Minerals unter gekreuzten Polarisatoren. Die Analyse findet unter dem Polarisationsmikroskop statt, das Mineral liegt als Dünnschliff vor.
Im Idealfall hat ein Mineral alle 90 Grad eine Totalauslöschung des gekreuztpolarisierten Lichtes und in 45 Grad dazu versetzt jeweils die stärkste Aufhellung. Bei der Undulösen Auslöschung kommt dieser stetige Wechsel (alle 45 Grad) von Hell nach Dunkel nicht zustande, vielmehr kommt es zu einem unruhigen Wechsel. Dieses Phänomen tritt häufig bei tektonisch beanspruchtem Quarz auf, dabei wurde das Gestein plastisch verformt und das Atomgitter verzerrt.

## Hintergründe
Wenn linear polarisiertes Licht ein durchsichtiges, anisotropes Mineral im Dünnschliff durchquert, wird der Lichtstrahl in zwei senkrecht zueinander schwingende Lichtwellen geteilt mit unterschiedlichen Brechungsindizes. Wenn die Schwingungsebenen unterschiedlich zu den Schwingungsebenen des Polarisators und des Analysators liegen, so wird der Dünnschliff aufgehellt. Im Gegensatz dazu, wenn die Schwingungsebenen parallel zu denen des Polarisators oder des Analysators sind, nachdem sie den Kristall durchquert haben, dann kommt es zur Auslöschung. Wird der Objekttisch weitergedreht, kommt es im Analysator zu steigender Interferenz, in der Diagonalstellung ist dann die maximale Aufhellung erreicht (45 Grad zur Totalauslöschung verschoben). Dreht man den Objekttisch jetzt weiter, wird das Mineral wieder abgedunkelt und es kommt schließlich zur totalen Auslöschung (wieder um 45 Grad zur stärksten Aufhellung verschoben). 
Bei plastisch verformten Mineralen, z. B. Quarz, ist das Atomgitter so verzerrt, dass die Lichtstrahlen nicht mehr eine einheitliche Schwingungsebene haben und es kommt zu Undulöser Auslöschung. Dies liegt daran, dass ein Teil des Lichtes durch den Analysator aufgehalten wird (Schwingungsebene parallel zum Analysator) und der andere Teil nicht (Schwingungsebene unterschiedlich zum Analysator).